# Rhanidophora albigutta
Rhanidophora albigutta là một loài bướm đêm trong họ Noctuidae.